# Lioux-les-Monges
Lioux-les-Monges település Franciaországban, Creuse megyében. Lakosainak száma 55 fő (2022. január 1.). Lioux-les-Monges Brousse, Chard, Châtelard, Mautes, La Mazière-aux-Bons-Hommes, Mérinchal, Sermur és Saint-Bard községekkel határos.

## Népesség
A település népességének változása:
| Lakosok száma | 98   | 48   | 40   | 46   | 53   | 54   | 57   | 60   | 62   | 55   |
|               | 1968 | 1982 | 1990 | 2006 | 2013 | 2015 | 2017 | 2019 | 2020 | 2022 |